# Lee Carter
Lee Carter es un político estadounidense y especialista en tecnología de la información que nació en la Ciudad de Elizabeth, Carolina del Norte. Carter es actualmente miembro de la Cámara de Delegados de Virginia. Considerado un socialista democrático, es conocido por sus opiniones políticas progresistas. Carter es un miembro de Socialistas Democráticos de América, y fue miembro de Trabajadores Industriales del Mundo.
Carter ha representado al distrito 50 de Virginia desde enero de 2018.